# Phytomyptera abnormis
Phytomyptera abnormis là một loài ruồi trong họ Tachinidae.